# 広瀬さとし
広瀬 さとし（ひろせ さとし、1960年10月6日 - ）は、日本のギタリスト、作曲家。大阪府出身。愛称JIMMY。177cm、62kg。

## 来歴
- 1979年 - 44MAGNUMに加入。1983年にメジャー・デビューを果たす。D'ERLANGERのCIPHER（瀧川一郎）を弟子とし、現在においても唯一の師弟関係を構築する。
- 1989年 - 44MAGNUM解散。
- 1990年 - 橋本ミユキとTOPAZを結成。
- 1993年 - TOPAZは、合計4枚のシングル及び3枚のアルバムを発表した後、事実上解散。
- 1994年
  - ビーイングに移籍、片山圭司と共にspAedを結成。元々は山下昌良（ex.LOUDNESS）がTOPAZ在籍時の広瀬を誘いspAedを結成したもの。
  - 吉川晃司 "CONCERT TOUR 1994 My Dear Cloudy Heart"のバックバンドにギタリストとして参加。

- 1997年
  - 11月、spAedを解散。後に、「Guitar Monster Vol.2」収録曲「SISTERS OF MINE」で初のソロ作品を発表。
  - kyo（ex.D'ERLANGER）のソロ活動ライヴツアーに、バックバンド「IL Mostro」のギタリストとして参加する。

- 1998年 - ISSAY（ex.DER ZIBET）らと「Φ（ファイ）」を結成。尚、その前身として「Lost Souls」名義でライヴを行なった。
- 2000年 - Φ（ファイ）を解散。
- 2001年 - 44MAGNUMを再結成。
- 2003年 - GOLD ROCKSにギタリストとして参加する。「GOLD ROCKS with Jimmy」名義でライヴを行なう。
- 2004年 - Velvet Spiderとして活動。尚、その前身として「Velvet Poodle」名義でライヴを行なった。
- 2005年 - 8月25日、イジワルケイオールスターズによるライヴにギタリスト及びボーカルとして参加。
- 2007年
  - MARINOのLEOらとTHE GROOVE LINEを結成。
  - 年末に、吉川晃司 "LIVE 2007 CLUB JUNGLE EXTRA TARZAN! RETURNS"にゲスト・ギタリストとして参加。1994年以来の共演となる。

- 2010年 - 6月23日、ボーカルも担当したアルバム『Obsession』で本格ソロデビュー。
- 現在
  - 44MAGNUM、JIMMY LEO GROUPで活動中。

## ディスコグラフィ
アルバム
- Guitar Monster Vol.2 （1997年11月25日 VERMILLION RECORDS BMCR-7021）
  - オムニバスアルバム。初のソロ作品「SISTERS OF MINE」を収録。
- Obsession （2010年6月23日 DANGER CRUE RECORDS DCCL-21）
  - 1stソロアルバム。

## その他の作品

### TOPAZ
アルバム
- For Play （1990年11月21日　 PCCA-00172）
- S to M （1991年11月7日　PCCA-00314）
- Passion Remained （1994年1月25日　TKCA-70259）

シングル
- NOTHING TO LOSE （1990年10月21日　PCDA-00116）
- PLEASE, TELL ME （1991年5月21日　PCDA-00185）
- “I”の紺碧 （1991年10月21日　PCDA-00238）
- 不思議だね （1993年10月25日　TKDA-70180）

### spAed
アルバム
- SPAED Vol.1（1994年10月21日　COCA-12059)
- SPAED Vol.2（1995年5月20日　COCA-12534)
- Physique（1997年6月21日　COCA-14049)

シングル
- LED MOON（1996年2月21日　CODA-904）
- Soul Love（1996年11月30日　CODA-1126）

### Φ(PhI)
アルバム
- PhI（1998年8月26日　CRCP-20192）
- NAKED （1999年12月8日　HML-016）

シングル
- KNIFE OF ROMANCE / MESSIAH （2000年5月24日　LADA-1001）

c/w　MESSIAH　柚楽弥衣

### Velvet Spider
アルバム
- Velvet Spider （2004年7月28日　DCCA-28） 1st
- Rough & Raw（2006年7月1日　AKMCD-001） ライブアルバム
- Wash & Burn （2006年12月6日　XNDC-10004） 2nd

## バンド歴
- 44MAGNUM
- TOPAZ
- spAed
- IL Mostro
- Lost Souls
- Φ(PhI)
- GOLD ROCKS with Jimmy
- Velvet Poodle
- Velvet Spider
- イジワルケイオールスターズ
- THE GROOVE LINE
- JIMMY LEO GROUP

## 楽曲提供
- 荻野目洋子「いつまでもDON'T LET ME DOWN」「STEAL YOUR LOVE」
- kyo「欲望」「浪漫者」「LISTEN to ME」「ROSES」「I'm a Stripper」
- GRAND SLAM「SEX」
- D'ERLANGER「SO...」
- 本城未沙子「STRANGE MORNING」
- 三原順子「HURRY OVER」

## ラジオ
- 広瀬さとしJimmyの『I'm On Fire!』（2017年9月1日 - 、ラヂオきしわだ 79.7MHz） 第1・3金曜24：00～24：30 SOUND WAVE枠で放送。

## 使用機材

### 使用ギター

#### FERNANDES

##### BSV-80J、BSV-90、BSV-155J
1985年カタログモデル。ショートスケールのフライングVタイプ。1984年カタログモデルのフェルナンデスヘビーメタルバージョンのBSVシリーズ（フライングVを更に尖らせたヘッド形状、1弦側のみボディのネック付け根の切り欠きが特徴）の派生モデル。ピックアップはハムバッカーEMG-81×2。フロイドローズFRT-7を搭載。

##### BX-80J
エクスプローラータイプ。ジャクソンヘッド。ハムバッカー×2。フロイドローズ系ブリッジ。
ストラトタイプ　ホワイトボディ
レスポールカスタムタイプ

##### Burny RLC-60
ピックアップはEMGに換装。ブラックカラーにゴールドパーツ。

##### M-120J
1987年カタログモデル。FRシリーズ系ボディ（ディンキータイプ）。BSVシリーズと同じく、FR系を更に尖らせたオリジナルヘッド形状が特徴。22フレット。ピックアップは一部のプロトタイプを除き、リアのみ（ハムバッカーVH-4）。フロイドローズ系（ヘッドクラッシャーFRT-5B）ブリッジ。特徴的なヘッド形状デザインはフェルナンデスワイヤレスギター（G1000）、ベースに流用された。

##### FR-85
TOPAZ時期に使用。1988年vol.2カタログモデル。愛称ビューティフルリボルバー。ピックアップはSH配列（FGI S、FGI H）。24フレット。ブリッジはフロイドローズ系（FRT-4B）。

##### FR-CUSTOM（FR-75）
spAed時期初期に使用。ピックアップはHSH配列（SSL-1、SSH-1）。24フレット。ブリッジはフロイドローズ系（FRT-4）。

#### ESP
spAed時期途中（1995年）からESPにエンドースメント契約を変更。

##### HRZ-300H・330H
HORIZONタイプ（ディンキータイプ）。ピックアップはSH配列。22フレットに仕様変更。

##### JIMMY V Jimmy Cat
フライングVタイプ。44MAGNUMインレイ。